# رونالد جونز (لاعب كرة قدم أمريكية)
رونالد جونز (بالإنجليزية: Ronald Jones)‏ هو لاعب كرة قدم أمريكية أمريكي، ولد في 17 سبتمبر 1981 في غولفبورت في الولايات المتحدة.